# Sparkasse Neu-Ulm - Illertissen
Die  Sparkasse Neu-Ulm - Illertissen ist ein öffentlich-rechtliches Kreditinstitut mit Sitz in Neu-Ulm in Bayern, und zwar auf dem Schwal, der Neu-Ulmer Donauinsel. Ihr Geschäftsgebiet erstreckt sich auf den Landkreis Neu-Ulm.

## Organisationsstruktur
Die Sparkasse Neu-Ulm - Illertissen ist eine Anstalt des öffentlichen Rechts. Rechtsgrundlagen sind das Sparkassengesetz, die bayerische Sparkassenordnung und die durch den Träger der Sparkasse erlassene Satzung. Organe der Sparkasse sind der Vorstand und der Verwaltungsrat.

## Geschäftszahlen
Die Sparkasse Neu-Ulm - Illertissen wies im Geschäftsjahr 2023 eine Bilanzsumme von 2,299 Mrd. Euro aus und verfügte über Kundeneinlagen von 1,796 Mrd. Euro. Gemäß der Sparkassenrangliste 2023 liegt sie nach Bilanzsumme auf Rang 213. Sie unterhält 26 Filialen/Selbstbedienungsstandorte und beschäftigt 330 Mitarbeiter.

## Sparkassen-Finanzgruppe
Die Sparkasse Neu-Ulm - Illertissen ist Teil der Sparkassen-Finanzgruppe und gehört damit auch ihrem Haftungsverbund an. Er sichert den Bestand der Institute und sorgt dafür, dass sie auch im Fall der Insolvenz einzelner Sparkassen alle Verbindlichkeiten erfüllen können. Die Sparkasse vermittelt Bausparverträge der regionalen Landesbausparkasse, offene Investmentfonds der Deka und Versicherungen der Versicherungskammer Bayern. Im Bereich des Leasing arbeitet die Sparkasse Neu-Ulm - Illertissen mit der  Deutschen Leasing zusammen. Die Funktion der Sparkassenzentralbank nimmt die Bayerische Landesbank wahr.